# Формула-1 — Гран-прі Бахрейну 2011
Гран-прі Бахрейну (офіційно — 2011 Formula 1 Gulf Air Bahrain Grand Prix) — скасовані автоперегони чемпіонату світу з Формули-1, які мали відбутися 13 березня 2011 року. Гонка мала бути проведена на Міжнародному автодромі Бахрейну в Сахірі, Бахрейн. Через антиурядові протести й заворушення у Бахрейні організатори Гран-прі ухвалили рішення перенести перегони на 30 жовтня. Згодом після суперечок щодо повернення гонки організатори Гран-прі відмовилися від своєї заявки на проведення гонки в 2011 році.

## Перенесення
14 лютого 2011 в Бахрейні почалися заворушення на хвилі революційних подій у Тунісі та Єгипті. У результаті заворушень медичний персонал, який мав бути присутній під час вільної практики  етапу GP2 Asia, було переведено до лікарень у Манамі, що призвело до скасування вільної практики у четвер. Пізніше того ж дня було оголошено, що весь етап буде скасовано на прохання місцевої автомобільної федерації.
Виконавчий директор Міжнародного автодрому Бахрейну принц Салман ібн Хамад ібн Іса Аль Халіфа, який також був кронпринцом Бахрейну, заявляв, що «[його] головна увага зосереджена на проведенні ще однієї успішної події у вигляді Гран-прі Бахрейну». Берні Екклстоун, генеральний директор Formula One Management і Formula One Administration, висловив сподівання, що переговори з Аль Халіфою зменшать його побоювання щодо скасування заходу. Віце-президент Бахрейнського центру з прав людини Набіл Раджаб заявляв, що буде важко швидко зупинити протести. Пізніше Екклстоун повідомив, що «якщо вони [протести] не вщухнуть до середи [23 лютого], я думаю, що нам, ймовірно, доведеться скасувати». Деякі протестувальники стверджували, що «єдина причина», через яку кронпринц бажав знайти спільну мову з ними, полягала в тому, щоб провести перегони.
21 лютого 2011 року принц Салман відклав гонку через триваючі протести. Передсезонні тести, заплановані на Міжнародній автодромі Бахрейну з 3 по 6 березня, також були відкладені та перенесені на трасу Каталунья в Іспанії. Пізніше організаторам дали час до 1 травня, щоб вирішити, чи хочуть вони провести гонку пізніше.

## Тимчасове повернення та скасування
У квітні 2011 року організатори гонки опублікували заяву, в якій говорилося, що «нормальне життя повернулося до Бахрейну» і що вони сподіваються, що зможуть прийняти гонку пізніше в цьому році. 2 травня 2011 року Берні Еклстоун продовжив термін перенесення перегонів до 3 червня.
На засіданні Всесвітньої ради з автоспорту (WMSC) 3 червня члени FIA одноголосно проголосували за повернення Гран-прі Бахрейну до календаря на заплановану дату 30 жовтня, а Гран-прі Індії перенесено з цієї дати на 11 грудня. Рішення було суперечливим, голова команди Mercedes Росс Брон заявив, що грудневий фінал є неприйнятним, а правозахисні групи та активісти критикували FIA за повернення Гран-прі під час триваючих політичних потрясінь у країні. Пілот Red Bull Racing Марк Веббер висловив свою стурбованість щодо ситуації з правами людини та заявив, що він сподівався на те, що спорт займе більш тверду позицію щодо цього. Кілька інших пілотів висловили готовність взяти участь у перегонах за умови, що їхня безпека може бути гарантована на тлі повідомлень про те, що в день гонки плануються масові протести.
Петицію про бойкот перегонів набрало 300 000 підписів. У відповідь на це президент FIA Жан Тодт пообіцяв, що керівний орган спорту буде уважно стежити за ситуацією в Бахрейні, залишаючи відкритою можливість скасування, якщо ситуація в країні погіршиться напередодні перегонів, тоді як власник комерційних прав Берні Екклстоун закликав до проведення другого голосування, яке мало повернути Гран-прі Індії на початкову жовтневу дату та перенести Гран-прі Бахрейну на фінал сезону в грудні. За словами колишнього президента FIA Макса Мослі, для перенесення гонки потрібна була одностайна згода команд. Повідомлялося, що Асоціація команд Формули-1 (FOTA) була проти перенесення гонки на 30 жовтня з логістичних міркувань, але замість цього була готова обговорити нову дату для проведення Гран-прі Бахрейну.
8 червня Екклстоун заявив, що він відчуває, що гонка не відбудеться, тому що FIA не звернула увагу на статтю 66 Спортивного кодексу, яка вказувала, що «жодні зміни не можуть бути внесені в умови проведення чемпіонату після відкриття заявок без згоди всіх учасників». Пізніше FIA попросила Екклстоуна надати нову пропозицію щодо календаря після того, як FOTA повідомила, що проведення Гран-прі Бахрейну 30 жовтня було «непрактичним». 9 червня організатори Гран-прі Бахрейну офіційно відмовилися від повернення в календар.